# Paolo Barzman
Pour les articles homonymes, voir Barzman.
Paolo Barzman est un réalisateur et scénariste franco-américain né le 9 mai 1957. Il est le fils des scénaristes mis sur liste noire : Norma Barzman et Ben Barzman. 

## Biographie
Après une enfance à Cannes, et des études d'art[Lesquelles ?]à Paris, il est secrétaire de Jean Renoir de 1976 à 1979. Il travaille ensuite comme assistant sur de nombreux longs métrages, notamment avec Yves Boisset, avant de passer à la réalisation, d'abord de séries télévisées[Lesquelles ?]. 

## Filmographie

### Réalisateur
- 1989 : The Saint: The Big Bang (TV)
- 1992 : Highlander (Highlander) (série télévisée)
- 1993 : For Better and for Worse (TV)
- 1994 : Time Is Money
- 1995 : Cœurs Caraïbes (feuilleton TV)
- 1996 : Aventures Caraïbes (feuilleton TV)
- 1997 : Ciel d'orage (TV)
- 1998 : Dossier: disparus (série télévisée)
- 1999 : Les Montagnes bleues (TV)
- 1999 : Sydney Fox, l'aventurière (TV)
- 1999 : Les Secrets de Casanova (The Book of Love) (épisode 9 de la saison 1 de Sydney Fox, l'aventurière)[1]
- 2000 : Un enfant, un secret (TV)
- 2001 : Largo Winch (série télévisée)
- 2002 : Tu m'appartiens (You Belong to Me) (TV)
- 2002 : Nous n'irons plus au bois (All Around the Town) (TV)
- 2004 : 15/A (série télévisée, saison 1)
- 2004 : Léa Parker (série télévisée)
- 2005 : 15/A (série télévisée, saison 2)
- 2007 : La Compagnie des glaces (série télévisée)
- 2007 : Emotional arithmetic
- 2008 : Le Dernier Templier (mini-série)
- 2009 : Phantom, le masque de l'ombre (The Phantom) (mini série)
- 2020 : La Garçonne (mini-série)[2]

### Scénariste
- 1994 : Time is Money
- 1999 : Les Montagnes bleues (TV)